# Свети Никола (Дряново)
Вижте пояснителната страница за други значения на Свети Никола.
„Свети Никола“ е българска православна църква в град Дряново, част от Великотърновската епархия на Българската православна църква. Обявена е за паметник на културата от национално значение.

## История
Църквата „Свети Никола“ е построена през 1851 година от майстор Колю Фичето. Изградена е върху основите на по-стара църква.
Храмът е един от първи самостоятелни строежи на майстора и отразява неговия собствен стил. Сградата е трикорабна псевдобазилика с камбанария и купол, които са от дървен материал и не се изявяват в плана. Стилът на Колю Фичето е особено ясно изразен при оформянето на фасадите. Те са с богата пластична украса, с характерни за майстора елементи: вълнообразен кобиличен фронтон, сложно профилиран корниз, тристепенна аркада с вградени полуколонки над главния западен вход, малка сляпа аркада по дължината на стените.
Каменната зидария е разнообразена с полетата на прозорците – правоъгълни, овални и кръстовидни, и с релефите на южната фасада. Камбанарията е осмостенна, с големи овални и засводени отвори в стените и шатровиден покрив; впечатлението е за лекота и извисеност. Вътрешността на църквата се характеризира с плавна извивка на балконите на емпорията и с релефите с растителни орнаменти по капителите на колоните.Иконостасът на църквата е дело на дебърския майстор Антон Станишев, създаден през 1866 година. Три от иконите в иконостаса са дело на Станислав Доспевски. Стенописите в храма са от 1926 година.
Църквата е обявена за паметник на културата с национално значение през 1971 година (ДВ, бр.92/23.11.1971).
Реставрирана е през 2000 г.